# スティーブン・パターソン
スティーブン・パターソン（Steven Paterson, 1958年4月8日 -）は、スコットランド・エルギン出身の元サッカー選手、サッカー指導者。選手当時のポジションはディフェンダー、フォワード。

## 経歴

### 選手として
1973年、15歳の時にスコットランドユース代表に選出されイングランドユース代表戦に出場した。この時のプレーぶりがマンチェスター・ユナイテッドFC監督のトミー・ドハーティの目に留まり1975年7月、同クラブに加入した。契約金は1万ポンド。当時のポジションはセンターバックだった。
1980年7月、6万ポンドの金額でシェフィールド・ユナイテッドFCに加入したが、シーズン開幕前のトレーニング中に古傷の足首の状態を悪化させたため契約は破談。さらにシェフィールド側が移籍金の支払いを拒否したこともあり引退を余儀なくされた。
1981年7月、バッキー・シッスルFCと契約を結び現役復帰。その後は香港流浪足球会、ネアン・カウンティFCを渡り歩き、1983年2月に加入したシドニー・オリンピックFCではドハーティ監督の下で再びプレーをした。
1984年、日本の読売クラブ（現・東京ヴェルディ）に加入。読売ではポストプレーや、190cmの長身を生かしたヘディングを持ち味とするフォワードとしてプレー。同年12月の天皇杯ではレギュラーの座を掴むと決勝の古河電工戦での1得点を含む4得点。翌1985年のJSLカップでは決勝の日産自動車戦での1得点を含む6得点をあげてタイトル獲得に貢献した。リーグ戦では2年間で12試合に出場し3得点をあげたのみに終わった。
読売退団後は、フォレス・メカニクスFCでプレーをした。

### 指導者として
1990年5月、ハイランド・リーグ（5部リーグに相当）のエルギン・シティFCの選手兼監督として指導者としてのキャリアを始めた。10月、同リーグのハントリーFCへ移籍すると5年間にわたりチームを指揮し、1993–94シーズンと1994–95シーズンのリーグ連覇に導いた。
1995年8月、スコットランドリーグ3部（4部リーグに相当）のインヴァネス・カレドニアン・シッスルFCの監督に就任。それまでソーシャルワーカーを副業としていたが、インヴァネスでの在任期間中にフルタイムのサッカー指導者に転向することを宣言した。ここで7年間を過ごし、1996-97シーズンには3部リーグで優勝し、年間最優秀監督賞を受賞。1997-98シーズンにはスコットランドリーグ2部（3部リーグに相当）2位となり1部昇格。2000年1月、スコティッシュカップ3回戦でセルティックFCを3-1で破る番狂わせを演じた。この手腕によりトップディヴィジョン以外で指揮をする最も有望な監督の一人と見なされた。
2002年11月、インヴァネスと新たに5年契約を締結したが、その直後にスコティッシュ・プレミアリーグのダンディー・ユナイテッドFCがパターソンの獲得に乗り出したと主張。パターソンとクラブはダンディー側からの接触はなかったとしてこれを拒否した。
同年12月、エッベ・スコブダールの後任としてスコティッシュ・プレミアリーグのアバディーンFCの監督に就任。就任から3か月を経ると元々抱えていたアルコール依存症の問題が監督業にも影響を及ぼすようになり、結果として2003-04シーズン終了後に解任された。
アバディーンを退団後はフォレス・メカニクスFC、ピーターヘッドFC、ハントリーFC、フォーマーティン・ユナイテッドF.C.を経て、2016年時点ではソーシャルワーカーを務めながらダフタウンFCという小さな村のクラブの監督を務めた。

## 個人成績
日本国内成績
| 国内大会個人成績 | 国内大会個人成績 | 国内大会個人成績 | 国内大会個人成績 | 国内大会個人成績 | 国内大会個人成績 | 国内大会個人成績 | 国内大会個人成績 | 国内大会個人成績 | 国内大会個人成績 | 国内大会個人成績 | 国内大会個人成績 |
| 年度             | クラブ           | 背番号           | リーグ           | リーグ戦         | リーグ戦         | リーグ杯         | リーグ杯         | オープン杯       | オープン杯       | 期間通算         | 期間通算         |
| 年度             | クラブ           | 背番号           | リーグ           | 出場             | 得点             | 出場             | 得点             | 出場             | 得点             | 出場             | 得点             |
| 日本             | 日本             | 日本             | 日本             | リーグ戦         | リーグ戦         | JSL杯            | JSL杯            | 天皇杯           | 天皇杯           | 期間通算         | 期間通算         |
| ---------------- | ---------------- | ---------------- | ---------------- | ---------------- | ---------------- | ---------------- | ---------------- | ---------------- | ---------------- | ---------------- | ---------------- |
| 1984             | 読売             | 12               | JSL1部           | 2                | 0                | 0                | 0                | 5                | 4                | 7                | 4                |
| 1985             | 読売             | 12               | JSL1部           | 10               | 3                | 4                | 6                | 2                | 0                | 16               | 9                |
| 通算             | 日本             | 日本             | JSL1部           | 12               | 3                | 4                | 6                | 7                | 4                | 23               | 13               |
| 総通算           | 総通算           | 総通算           | 総通算           | 12               | 3                | 4                | 6                | 7                | 4                | 23               | 13               |